# Distrikt Manafwa
Manafwa ist ein Distrikt in Ostuganda. Die Hauptstadt des Distrikts ist Manafwa.

## Lage
Der Distrikt Manafwa grenzt im Norden an den Distrikt Bududa, im Osten und Süden an Kenia, im Südwesten an den Distrikt Tororo und im Westen an den Distrikt Mbale.

## Geschichte
Der Distrikt entstand 2005 aus Teilen des Distrikt Mbale.

## Demografie
Im Jahr 2014 wohnten in Manafwa 149.544 Menschen, der Distrikt hat eine Fläche von 237,7 Quadratkilometern.
| Zensusjahr | Einwohnerzahl |
| ---------- | ------------- |
| 2002       | 115.451       |
| 2014       | 149.544       |

## Wirtschaft
Subsistenzlandwirtschaft ist die wichtigste wirtschaftliche Aktivität im Distrikt.